# 尼科爾森 (肯塔基州)
尼科爾森（英語：Nicholson）是位於美國肯塔基州肯頓縣的一個非建制地區。

## 地理
尼科爾森所處的海拔為高於海平面283米（即929英呎），而該地所採用的時區為UTC-5，即北美東部時區（EST）。同時該地設有夏令時間，為UTC-5調快一小時，即UTC-4（EDT）。